# Pseudopostega duplicata
Pseudopostega duplicata là một loài bướm đêm thuộc họ Opostegidae. Nó được miêu tả bởi Donald R. Davis và Jonas R. Stonis, 2007. Nó được tìm thấy ở Costa Rica và Tortola in quần đảo Virgin thuộc Anh.
Chiều dài cánh trước là 2–2.8 mm. Con trưởng thành bay almost throughout the year in Costa Rica và vào tháng 4 và tháng 7 in quần đảo British Virgin.